# 야로슬라바 마후치흐
야로슬라바 올렉시이우나 마후치흐(우크라이나어: Яросла́ва Олексі́ївна Магучіх, 우크라이나어 발음: [jarosˈɫawa maˈɦutʃix], 2001년 9월 19일~)는 우크라이나의 육상 선수로 주 종목은 높이뛰기이다. 2024년 하계 올림픽 여자 높이뛰기 금메달, 2020년 하계 올림픽에서 여자 높이뛰기 동메달을 획득했으며 세계 육상 선수권 대회에서 1회 우승(2023), 2회 준우승(2019, 2022)을 차지했다.

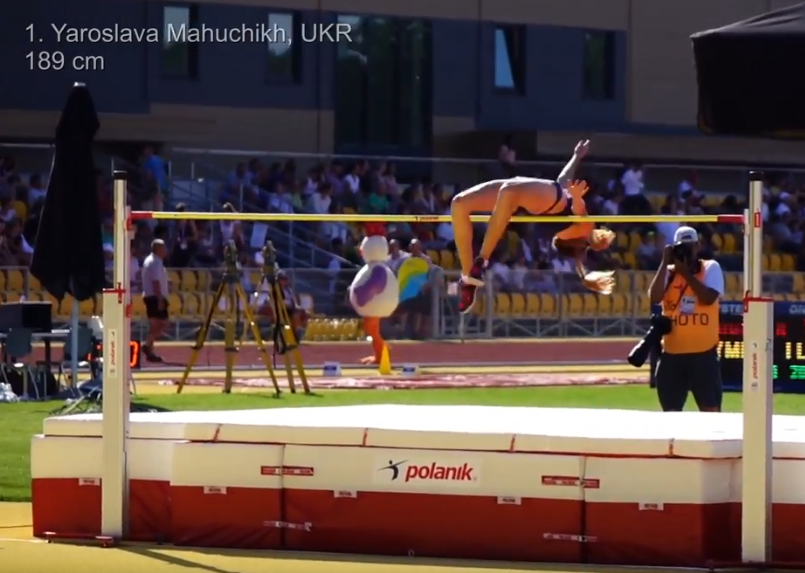
2017년 유럽 유스 선수권 대회 당시의 마후치흐

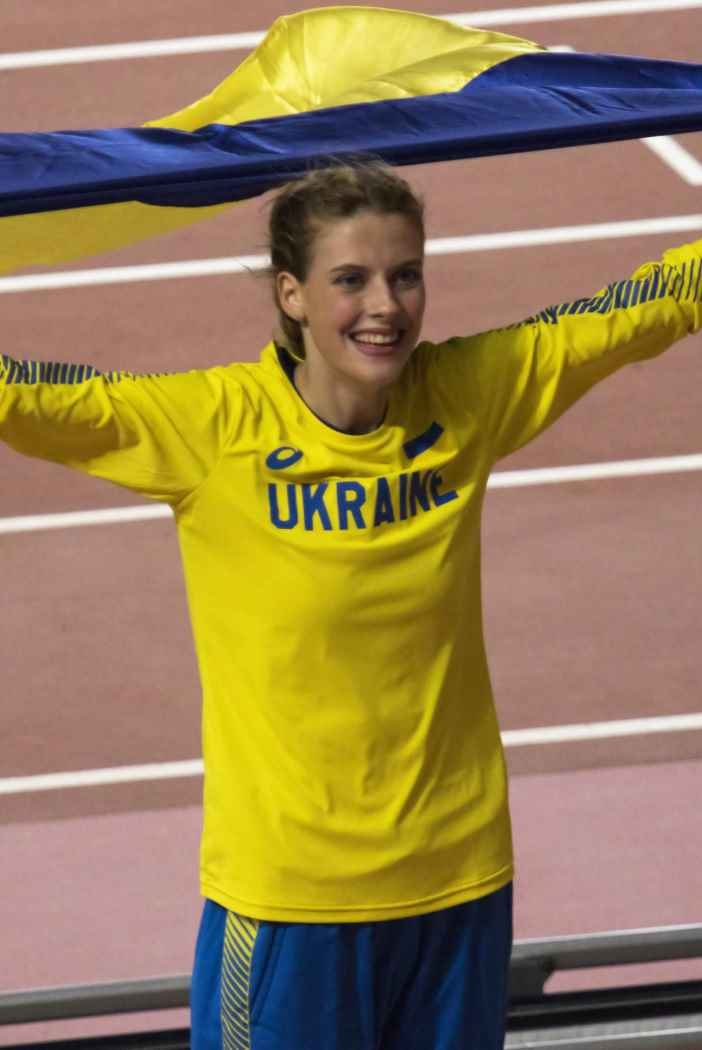
2019년 세계 선수권 대회 당시의 마후치흐

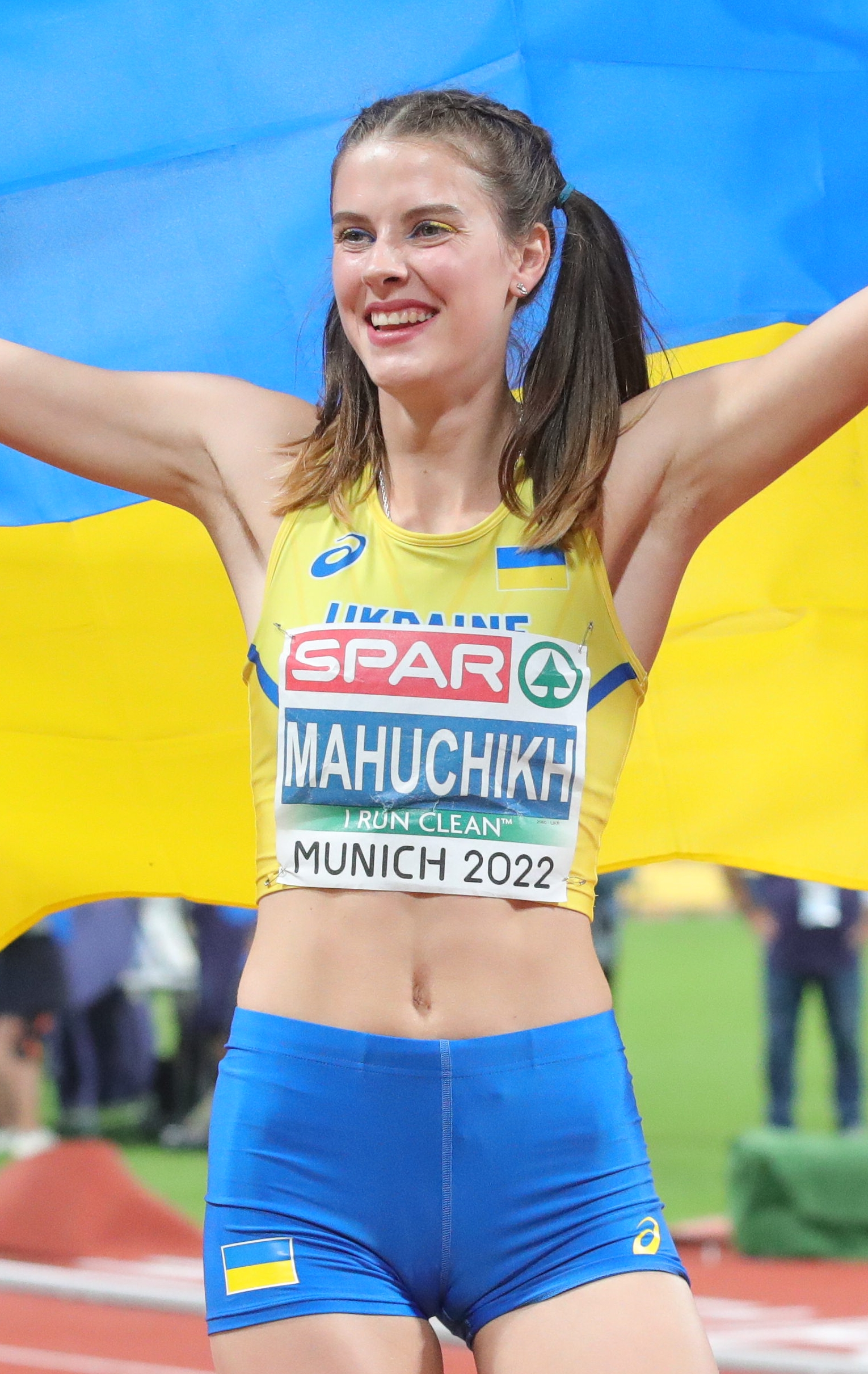
2022년 유럽 선수권 대회 당시의 마후치흐

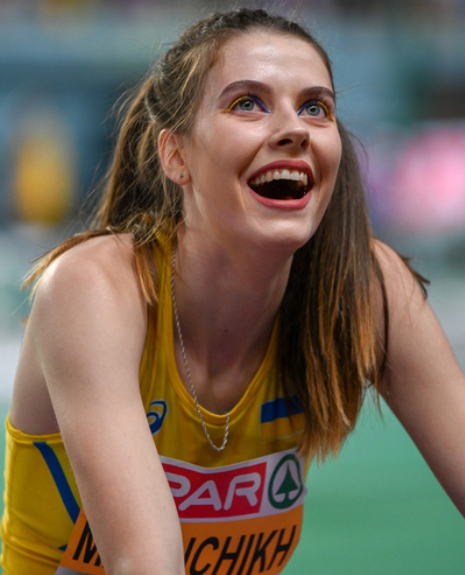
2023년 유럽 실내 선수권 대회 당시의 마후치흐

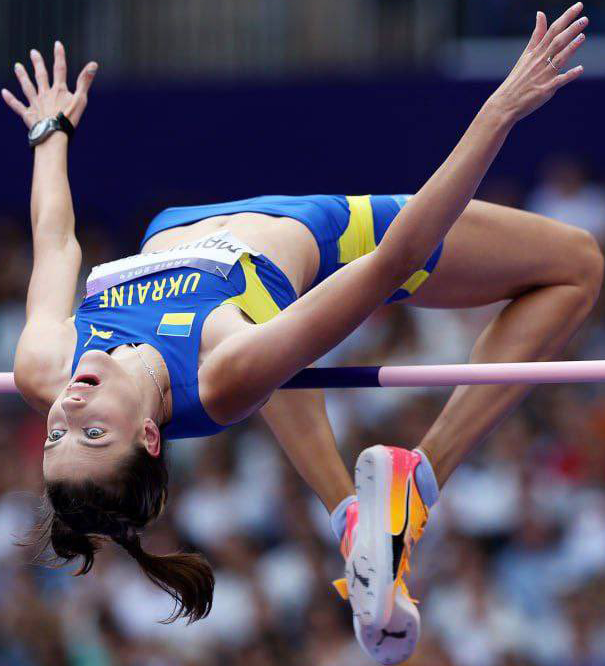
2024년 하계 올림픽 당시의 마후치흐

## 수훈
- 올하 공주 훈장 2등급(2023년 9월 7일)
- 올하 공주 훈장 3등급(2021년 8월 16일)